# Highbury (Londyn)
Highbury, dzielnica Londynu, 21959 mieszkańców (2001), część Islington, znana głównie dzięki mieszczącemu się tutaj dawniej stadionowi Arsenalu F.C.